# Бурмен, Джон
Сэр Джон Бурмен (англ. John Boorman; род. 18 января 1933) — английский кинорежиссёр и сценарист.

## Биография
Учился в Салезианской школе в Чертси (Суррей), хотя его семья не была католической. В конце 1950-х начал работать журналистом, затем — в отделе документальных фильмов на Би-би-си.
Первую самостоятельную постановку Бурмену предложил продюсер Дэвид Дойч. Фильмом «Поймай нас, если сможешь» (1965) о группе       «The Dave Clark Five» Дойч рассчитывал повторить успех вышедшего годом раньше фильма «Вечер трудного дня» Ричарда Лестера. Достичь этого не удалось, однако вскоре Ли Марвин пригласил Бурмена в Голливуд в качестве постановщика фильма «Выстрел в упор» (1967), имевшего успех и принёсшего Бурмену известность. Настоящий успех пришёл к нему с фильмом «Избавление» (1972) по роману Джеймса Дикки. В 1987 снял фильм «Надежда и слава» — рассказ о своём детстве в Лондоне во время блица.

## Фильмография
- 1965 — Поймай нас, если сможешь / Catch Us If You Can
- 1967 — Выстрел в упор / Point Blank
- 1968 — Ад на Тихом океане / Hell in the Pacific
- 1970 — Лео последний / Leo the Last
- 1972 — Избавление / Deliverance
- 1974 — Зардоз / Zardoz
- 1977 — Изгоняющий дьявола 2 / Exorcist II: The Heretic
- 1981 — Экскалибур / Excalibur
- 1985 — Изумрудный лес / The Emerald Forest
- 1987 — Надежда и слава / Hope and Glory
- 1990 — Дом там, где сердце / Where the Heart Is
- 1991 — Мне приснилось, что я проснулся / I Dreamt I Woke Up
- 1995 — Вдали от Рангуна / Beyond Rangoon
- 1995 — Люмьер и компания / Lumière et compagnie
- 1998 — Генерал / The General
- 2001 — Портной из Панамы / The Tailor of Panama
- 2005 — В моей стране / In My Country
- 2006 — Хвост тигра / The Tiger’s Tail
- 2014 — Королева и страна / Queen and Country